# Quel pomeriggio di un giorno da cani
Quel pomeriggio di un giorno da cani (Dog Day Afternoon) è un film del 1975 diretto da Sidney Lumet e sceneggiato da Frank Pierson.
Interpretato da Al Pacino, John Cazale, Charles Durning, Chris Sarandon e James Broderick, il film ottenne sei candidature agli Oscar 1976, vincendo quello per la miglior sceneggiatura originale.

## Ispirazione
Il film è basato sugli eventi di una vera rapina tentata in una banca di New York, nel quartiere di Brooklyn, avvenuta il 22 agosto del 1972 ed è incentrato su uno dei due rapinatori, John Wojtowicz, che con il complice Salvatore Naturale tenne in ostaggio i dipendenti dell'istituto. Gli eventi furono raccontati in un articolo scritto da P. F. Kluge e Thomas Moore, intitolato The Boys in the Bank e pubblicato nel numero del 22 settembre 1972 della rivista Life.

## Trama
Tre rapinatori mettono in atto il loro piano: entrano in una banca poco prima dell'orario di chiusura e, al momento opportuno, bloccano il personale. Subito un imprevisto intralcia l'operazione: l'elemento più giovane della banda non se la sente e abbandona il colpo. Rimangono Sonny e Sal. Quando è il momento di vedere cosa c'è nella cassaforte, li attende una brutta sorpresa: sono rimasti infatti solo un migliaio di dollari. La cassiera conferma che poco prima è passato il furgone portavalori a ritirare l'incasso.
I due rapinatori prelevano tutto ciò che trovano sui banchi, ma al momento di uscire, la polizia è schierata fuori dall'edificio e li tiene sotto controllo. Sonny allora decide di prendere in ostaggio tutti i dipendenti ed avvia le trattative con le forze dell'ordine. La trattativa è personale: Sonny parla direttamente con una persona sola: Eugene Moretti, agente della polizia municipale. Sonny avverte Moretti che lui e il suo complice hanno degli ostaggi e che li uccideranno se qualcuno proverà a entrare nella banca. Moretti avvia il negoziato per il rilascio degli ostaggi, sotto il controllo dell'agente dell'FBI Sheldon.
Dopo poche ore Howard, l'agente di sicurezza della banca, ha un attacco di asma. Sonny lo libera quando Moretti chiede un ostaggio come segno di buona fede. Moretti convince Sonny a uscire dalla banca per fargli vedere come i poliziotti abbiano circondato la zona. Dopo qualche momento, Sonny urla improvvisamente "Attica!" (in riferimento alla rivolta della prigione di Attica) e la folla assiepata davanti all'edificio inizia a inneggiare per Sonny. Dopo aver concluso che una fuga è impossibile, Sonny chiede a Moretti un aereo che porti lui e Sal fuori dal paese.
Quando una squadra addestrata prova a entrare dalla porta sul retro, Sonny spara un colpo sventando l'attacco. Moretti prova a persuadere Sonny dicendogli che quell'unità tattica non era sotto il suo controllo. Sonny ha una moglie, Angela, e due figli, ma anche un compagno, Leon, con cui si è "sposato" l'anno prima. La polizia lo interroga e scopre che Leon desidera sottoporsi a un intervento di riassegnazione sessuale. Lo ha già detto a Sonny, che vorrebbe aiutarlo ma non ha i soldi necessari. Moretti intuisce che questo è il movente della tentata rapina. Cerca così di convincere Leon a parlare con Sonny, ma Leon rifiuta.
Quando è buio inoltrato le luci della banca vengono spente e Sonny esce di nuovo fuori e scopre che l'agente dell'FBI Sheldon ha preso il comando della situazione. Sheldon rifiuta a Sonny qualsiasi altro favore, ma quando il direttore della filiale Mulvaney ha un attacco diabetico, Sheldon accetta di far mandare un dottore dentro la banca. Mentre il dottore è all'interno, Sheldon convince Leon a parlare con Sonny al telefono. I due hanno una conversazione in cui si rivela che Leon è stato ricoverato all'ospedale psichiatrico di Bellevue a causa di un tentato suicidio. Alla fine della conversazione Leon chiede a Sonny di convincere la polizia che non è suo complice.
Il dottore chiede a Sonny di liberare Mulvaney: Sonny accetta, ma è lo stesso Mulvaney che rifiuta, affermando che vuole rimanere con i suoi dipendenti. L'FBI chiama di nuovo Sonny fuori dalla banca, poiché sua madre gli vuole parlare: la donna prova invano a convincere Sonny a consegnarsi, ma lui rifiuta. Ormai i giochi sono fatti: Sheldon segnala che un autobus arriverà entro dieci minuti per portarli al loro aereo. Prima di uscire dalla banca, Sonny detta il suo testamento a un'impiegata: donerà i soldi della sua assicurazione sulla vita in parte a Leon per l'operazione chirurgica e in parte alla moglie Angela e ai figli.
Quando l'autobus arriva, Sonny controlla che sull'automezzo non siano state nascoste armi. Constatato che il mezzo è sicuro, sceglie l'autista che li porterà all'aeroporto "John F. Kennedy". Sonny siede accanto all'autista, mentre Sal siede dietro. Arrivati al terminal dell'aeroporto, l'agente Sheldon si avvicina all'autobus e parla con Sonny. Mentre Sonny è rivolto verso di lui, l'autista apre un ripiano dov'è nascosta una pistola. Chiesto a Sal di puntare in alto la sua arma, l'agente Sheldon blocca il fucile di Sonny e l'autista spara alla testa a Sal, che muore sul colpo. Sonny viene arrestato e gli ostaggi sono liberati. Mentre lo portano via in manette, Sonny piange alla vista del corpo di Sal che viene portato via in barella.

## Fatti storici

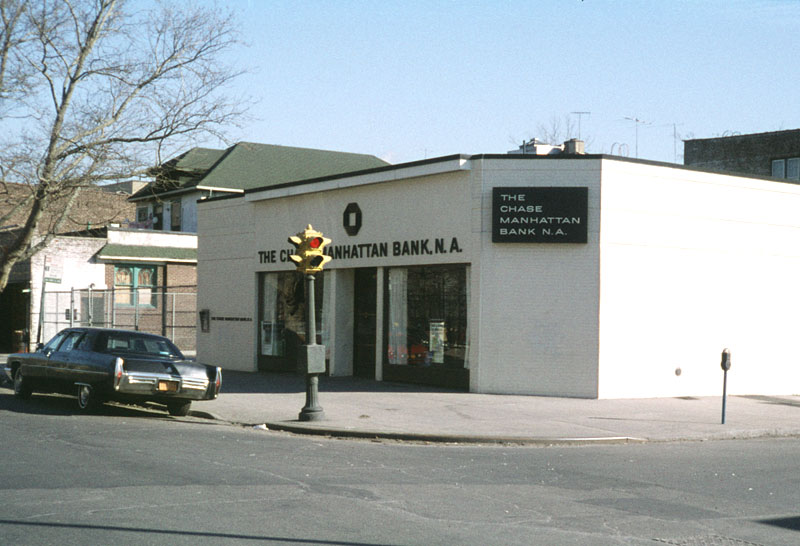
Foto del 1975 raffigurante la filiale della Chase Manhattan Bank al 450 Avenue P di Brooklyn che fu oggetto della mancata rapina

Il lungometraggio si basa sulla vera storia di John Wojtowicz. Rispecchia i principali eventi di quanto riportato nell'articolo The Boys in the Bank apparso sul periodico Life. Assieme al complice Sal Naturile, Wojtowicz tenne sotto sequestro gli impiegati di una banca di Brooklyn.
Molti dettagli della rapina descritti nel film non coincidono con i fatti o sono riportati in forma romanzata. Un esempio è l'arrivo di Leon e il suo rifiuto di parlare al telefono. Anche la richiesta delle pizze da parte dei rapinatori non avvenne, tuttavia un agente dell'FBI portò loro da mangiare. Gli eventi narrati paiono invece rispettare la durata dei fatti reali: rapina e rilascio degli ostaggi durarono circa 14 ore. Come riportato nel film, dopo l'arresto Wojtowicz fu condannato a 20 anni di prigione, ridotti in seguito a 14.
Nel 1975 Wojtowicz scrisse una lettera al New York Times, affermando che la versione degli eventi narrati dal film è veritiera solo al 30%. È di fantasia la descrizione di sua moglie (Carmen Bifulco), come pure la conversazione telefonica con Leon - che Wojtowicz afferma non essere mai avvenuta a causa del rifiuto della polizia. Conferma invece che Al Pacino e Chris Sarandon hanno interpretato molto bene i loro rispettivi ruoli.
Il film ritrae Sonny mentre detta a un'impiegata una dichiarazione, secondo la quale una parte del denaro della sua assicurazione sulla vita avrebbe dovuto essere consegnata al suo compagno. Questo gli avrebbe consentito di sostenere le spese di un'operazione per cambiare sesso. In realtà Wojtowicz fu pagato 7.500$ più l'1% dei ricavi netti del film, e ciò gli permise di darne 2.500 al suo compagno. Quest'ultimo, dopo l'operazione, prese il nome di Elizabeth Eden e visse il resto della sua vita a New York. Morì per complicazioni correlate all'AIDS, contratto nel 1987 a seguito di una trasfusione di sangue avvenuta dopo un incidente automobilistico, mentre Wojtowicz morì di cancro il 2 gennaio 2006.

## Produzione

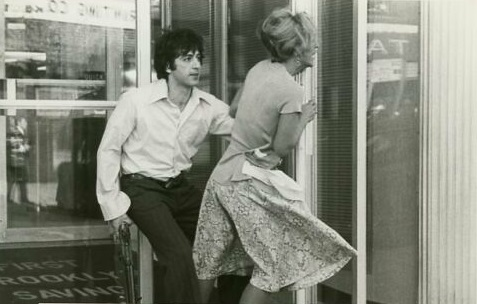
Al Pacino e Penelope Allen in una foto di scena sul set del film

Come detto, l'ispirazione originale del film fu un articolo scritto da P. F. Kluge e Thomas Moore per la rivista Life nel settembre 1972. L'articolo include molti dettagli del rapporto che si instaurò fra i criminali, gli ostaggi e la polizia. La sceneggiatura del film è stata opera di Frank Pierson. Dall'articolo di Kluge è stato tratto anche il libro di Leslie Waller, scritto sotto lo pseudonimo di Patrick Mann, edizione originale del 1974 e tradotto in Italia per la prima volta nel 1977 da Rizzoli La Scala e intitolato anch'esso "Quel pomeriggio di un giorno da cani", dove gli improvvisati rapinatori/rapitori si chiamano Joe e Sam. Nella quarta di copertina è citato l'omonimo film.
Il film non ha colonna sonora oltre la canzone di Elton John Amoreena (che apparve per la prima volta nell'album Tumbleweed Connection del 1971). Molte scene con i dipendenti della banca facevano intendere che faceva abbastanza caldo durante la rapina, ma molte sequenze esterne sono state fatte in inverno, con molto freddo, e per ovviare a questo problema gli attori hanno dovuto recitare con del ghiaccio in bocca per non far vedere il vapore alle telecamere. Le riprese esterne sono state filmate al Prospect Park West di Brooklyn fra la 17° e la 18° strada al Windsor Terrace mentre gli interni sono stati ripresi in un magazzino.

## Accoglienza
Il film, uscito nel 1975, è basato su un evento del 1972, durante un periodo di forte opposizione alla Guerra del Vietnam. Sonny ricorda ripetutamente che è un veterano del Vietnam e il suo urlo “Attica!” si riferisce alla rivolta della prigione di Attica, avvenuta nel 1971.

### Critica
Quando uscì, il film ricevette generalmente critiche favorevoli. Vincent Canby definì il film come il più accurato e il più spigliato film su New York e ha elogiato la splendida performance di tutto il cast. Roger Ebert ha definito Sonny uno dei più interessanti personaggi cinematografici moderni e ha dato al film 3 stelle e mezzo su 4.
Con il passar del tempo, il film ha continuato a ricevere critiche positive. Per esempio, Christopher Null ha detto che il film "cattura perfettamente lo spirito dei primi anni settanta". P. F. Kluge, l'autore dell'articolo che ha ispirato la pellicola, ha affermato che il film ha la suspense di una storia giornalistica, con una trama troppo veloce, senza riflessioni o una veduta della vita contemplativa. In Italia invece Morandini nel suo dizionario definisce questo film come "un Lumet di buona annata" dandogli 3 stelle su 4.

### Influenza nella cultura di massa
- Durante il confronto con la polizia, Sonny urla la parola “Attica” e riscontra il favore della folla che si schiera apertamente con lui. Questa sola battuta è stata inserita nel 2005 nella lista delle cento migliori citazioni cinematografiche di tutti i tempi stilata dall'American Film Institute, nella quale figura all'86º posto[2].
- Ci sono numerose allusioni al film che citano la parola “Attica!” nei film e nei programmi TV degli ultimi 30 anni. Questa lista include La febbre del sabato sera, Orange Is the New Black, Penn Jillette, Dr. House, Una pallottola spuntata 33⅓ - L'insulto finale, The King of Queens, SpongeBob Squarepants, King of the Hill e molti altri.
- Nel film Codice: Swordfish, il personaggio interpretato da John Travolta dice che se Al Pacino avesse gestito in modo diverso gli ostaggi, cioè se avesse fatto vedere che faceva sul serio quando diceva che poteva ucciderli, la rapina sarebbe stata molto più efficace.
- Anche nell'opera di Spike Lee, Inside Man, film che narra anch'esso di una rapina in banca e del conseguente presidio della polizia, si cita spessissimo questo lungometraggio. Inoltre il garzone che consegna la pizza è interpretato da Lionel Pina che nel film di Lee è il poliziotto che fa la medesima cosa.
- Il film del 1994, Airheads - Una band da lanciare ha una trama simile a questa, dove il protagonista invece di inneggiare alla folla con il coro “Attica” l'inneggia con “Rodney King!”, diventando una star della tv.
- Ne I Simpson la pellicola è citata sia nell'episodio Il viaggio misterioso del nostro Homer («è il pomeriggio di un giorno da cane penzolante») sia in Non voglio sapere perché canta l'uccello in gabbia, dove la rapina in banca in cui Marge è tenuta in ostaggio contiene riferimenti a questo film.
- Nel primo episodio della prima stagione della serie Mindhunter l'agente speciale Holden Ford guarda il film al cinema e trae ispirazione da alcune scene per il corso di formazione degli agenti che tiene a Quantico.
- Il taglio di capelli di Sal ha ispirato il taglio di capelli di John Travolta in Pulp Fiction.

## Riconoscimenti
- 1976 – Premio Oscar
  - Migliore sceneggiatura originale a Frank Pierson
  - Candidatura al miglior film a Martin Bregman e Martin Elfand
  - Candidatura alla migliore regia a Sidney Lumet
  - Candidatura al miglior attore protagonista a Al Pacino
  - Candidatura al miglior attore non protagonista a Chris Sarandon
  - Candidatura al miglior montaggio a Dede Allen
- 1976 – Golden Globe
  - Candidatura al miglior film drammatico
  - Candidatura alla migliore regia a Sidney Lumet
  - Candidatura al miglior attore in un film drammatico a Al Pacino
  - Candidatura al miglior attore non protagonista a Charles Durning
  - Candidatura al miglior attore non protagonista a John Cazale
  - Candidatura al miglior attore debuttante a Chris Sarandon
  - Candidatura alla migliore sceneggiatura a Frank Pierson
- 1976 – Premio BAFTA
  - Miglior attore protagonista a Al Pacino (ex aequo con Il padrino - Parte II)
  - Miglior montaggio a Dede Allen
  - Candidatura al miglior film
  - Candidatura alla migliore regia a Sidney Lumet
  - Candidatura alla migliore sceneggiatura originale a Frank Pierson
  - Candidatura alla miglior colonna sonora a Jack Fitzstephens, Richard P. Cirincione, Sanford Rackow, Stephen A. Rotter, James Sabat e Dick Vorisek
- 1975 – National Board of Review Award
  - Miglior attore non protagonista a Charles Durning
- 1975 – Los Angeles Film Critics Association Award
  - Miglior film
  - Migliore regia a Sidney Lumet
  - Miglior attore protagonista a Al Pacino
- 1976 – David di Donatello
  - David Speciale a Martin Bregman e Martin Elfand
- 1976 – Kansas City Film Critics Circle Awards
  - Miglior attore protagonista a Al Pacino
- 1975 – Festival internazionale del cinema di San Sebastián
  - Concha de Plata al miglior attore a Al Pacino

Il film è al 70º posto nella AFI's 100 Years... 100 Thrills.
Nel 2006 il magazine Premier stilò la sua classifica delle 100 migliori performance di tutti i tempi e l'interpretazione di Al Pacino nel ruolo di Sonny si posizionò al 4º posto.
Nel 2009 è stato scelto per essere conservato nel National Film Registry della Biblioteca del Congresso degli Stati Uniti.

## Edizione italiana
Il doppiaggio italiano è stato diretto da Mario Maldesi per la CVD, mentre i dialoghi sono di Roberto De Leonardis. Questo è il primo film in cui Al Pacino è doppiato da Giancarlo Giannini che, nel 1995, diventerà la sua voce ufficiale sostituendo Ferruccio Amendola, con il quale si alternava per il doppiaggio dell'attore americano.
Il titolo italiano del film è erroneamente tradotto dall'originale inglese Dog Day Afternoon: Dog Days si riferisce ai giorni di canicola estiva, cosiddetti perché nel periodo più caldo della stagione è visibile la costellazione del Cane Maggiore. Quindi la traduzione corretta del titolo dovrebbe in realtà essere Pomeriggio di canicola.